# Três Bandeiras
Três Bandeiras é uma pintura de 1958 criada pelo artista Americano Jasper Johns.
A obra é composta por três telas pintadas com cera quente. As três telas formam um arranjo em camadas, com cada tela 25% menor que a de trás, criando assim uma arte tridimensional. Cada tela é pintada para se assemelhar à versão da bandeira dos Estados Unidos que era usada na época que a obra foi pintada, com 48 estrelas brancas em um canto azul numa área com treze listas vermelhas e brancas alternadas. Cada bandeira é renderizada com as cores e proporções aproximadamente corretas, de acordo com o Título 4º do Código dos Estados Unidos.
De certa forma, a perspectiva é inversa, com pequenas pinturas projetando para quem as vê. Somente a menor pintura é totalmente visível; As duas de trás são apenas parcialmente visíveis.
A pintura foi adquirida em 1980 pela Whitney Museum of American Art em Nova York por $1 milhão de dólares, para celebrar seu aniversário de 50 anos.

## Ligações Externas
- artchive.com
- usc.edu